# Nilea noctuiformis
Nilea noctuiformis är en tvåvingeart som först beskrevs av Smith 1915.  Nilea noctuiformis ingår i släktet Nilea och familjen parasitflugor. Inga underarter finns listade i Catalogue of Life.